# Павле Менсур
Павле Менсур (Београд, 1. август 1999) српски је позоришни, телевизијски и филмски глумац.

## Биографија
Син је српских глумаца Ирфана Менсура и Срне Ланго. Павле има два полубрата, Филипа по оцу (15 година старији) и Алексу по мајци (6 година старији).
После трећег разреда средње школе, 2017. године, уписао је Факултет драмских уметности у Београду у класи Биљане Машић.
Добитник је Стеријине награде за најбољег младог глумца на 65. Стеријином позорју.

## Филмографија
| Год.       | Назив                  | Улога                      |
| ---------- | ---------------------- | -------------------------- |
| 2010-е     |                        |                            |
| 2016.      | Гавран                 | Наратор                    |
| 2019.      | Пет                    | Рајан                      |
| 2019.      | О животу и о смрти     | Младић који је уписао ФАМУ |
| 2018−2019. | Погрешан човек         | Сава Петровић              |
| 2019.      | Група                  | Лука                       |
| 2019−2020. | Швиндлери              | Иван Разумовић „Ика”       |
| 2020-е     |                        |                            |
| 2020.      | Војна академија        | Милан Милојевић „Лане”     |
| 2020.      | Калуп                  | Другар                     |
| 2020.      | Име народа             | Шандор                     |
| 2021.      | Калкански кругови      | Бојан                      |
| 2021.      | Време зла              | Милош Луковић              |
| 2022.      | Усековање              | Јован Миљковић             |
| 2022.      | Комедија на три спрата | Ненад                      |
| 2023.      | Индиго кристал         | Снифи                      |
| 2023.      | Сунце мамино           | Недовић                    |
| 2024.      | Време смрти            | Бора Луковић „Пуб”         |
| 2024.      | V ефекат               | Коста Лутовац              |
| 2024.      | Кафана на Балкану      | Студент                    |
| 2024.      | Златни рез 42          |                            |
| 2024.      | Хајдуци                |                            |

## Театрографија
| Позориште    | Назив   | Режија       | Текст             |
| ------------ | ------- | ------------ | ----------------- |
| Битеф театар | Кретање | Јована Томић | Димитрије Коканов |
| Хартефакт    | Климакс | Патрик Лазић | Дуња Матић        |